# Suzlon Energy
Suzlon Energy is een Indiase fabrikant van windturbines. Het hoofdkantoor staat in Poona. Ze hebben fabrieken in India, Chinese vasteland, Duitsland, België en de Verenigde Staten. Naast het ontwikkelen en produceren van windturbines hebben ze in India ook zelf een windmolenpark in beheer. Dit park, met een capaciteit van 584MW, is het grootste ter wereld en ligt de deelstaat Tamil Nadu.